# Elezioni presidenziali in Madagascar del 2001
Le elezioni presidenziali in Madagascar del 2001 si tennero il 16 dicembre 2001.
Il primo turno vide prevalere Marc Ravalomanana col 46,44% (pari a 1.945.242 voti), a fronte del 40,61% (pari a 1.701.094 voti) di Didier Ratsiraka. Sì aprì tuttavia una lunga fase di proteste di massa che portarono il paese sull'orlo della guerra civile; il secondo turno elettorale fu più volte convocato e rinviato.
Le parti giunsero ad un accordo stabilendo il riconteggio dei voti e, nell'aprile del 2002, l'Alta Corte Costituzionale proclamò la vittoria di Ravalomanana col 51,46% dei voti.

## Risultati
| Marc Ravalomanana    | Io Amo il Madagascar                         | 2 306 600 | 51,46 |  |  |  |  |  |
| Didier Ratsiraka     | Associazione per la Rinascita del Madagascar | 1 609 151 | 35,90 |  |  |  |  |  |
| Albert Zafy          | Asa Fahamarinana Fampandrosoana Arindra      | 229 047   | 5,11  |  |  |  |  |  |
| Herizo Razafimahaleo | LEADER - Fanilo                              | 179 293   | 4,00  |  |  |  |  |  |
| Daniel Rajakoba      | Indipendente                                 | 89 646    | 2,00  |  |  |  |  |  |
| Patrick Rajaonary    | Indipendente                                 | 68 579    | 1,53  |  |  |  |  |  |
| Totale               | Totale                                       | 4 482 316 | 100   |  |  |  |  |  |
|                      |                                              |           |       |  |  |  |  |  |
| Voti non validi      | Voti non validi                              | 83 392    | 1,83  |  |  |  |  |  |
| Votanti              | Votanti                                      | 4 565 708 |       |  |  |  |  |  |